# L'Heure du cauchemar
 (juillet 2010).
Si vous disposez d'ouvrages ou d'articles de référence ou si vous connaissez des sites web de qualité traitant du thème abordé ici, merci de compléter l'article en donnant les références utiles à sa vérifiabilité et en les liant à la section « Notes et références ».

L'Heure du cauchemar (The Nightmare Hour en anglais) est un recueil de dix récits du célèbre auteur d'épouvante pour adolescents, le « grand maître du frisson » R. L. Stine.

## Thèmes abordés
Les sujets traitent de clowns, de masques hantés, de sorcières, d'Halloween... On peut retrouver au travers de ce recueil des histoires assez originales, et parfois presque drôles, tels que Bonbons cosmiques, où un nouvel élève fréquente un groupe d'amis fans de la vie extraterrestre et qui tiennent des réunions particulièrement étranges, des histoires intéressantes tel que Le cadavre où un jeune garçon part en classe en forêt et découvrent ensemble une mystérieuse personne allongée sur le sol, totalement inerte. On peut aussi retrouver Je ne suis pas Martin où un jeune garçon hospitalisé tente de persuader les médecins de ne pas opérer son pied, mais lorsque les médecins s'aperçoivent de leur erreur, il est déjà trop tard...
Ainsi, R.L. Stine, le n°1 des histoires d'épouvante pour enfants et adolescents, nous amène dans son monde, lieu d'où naissent ses histoires, aussi effrayantes les unes que les autres, lieu de son imagination, lieu de son inspiration : son esprit.
Si vous aimez avoir des frissons et avoir peur, je vous conseille de lire ce livre le soir pour faire de beaux cauchemars